# Dietz Otto Edzard
Dietz Otto Edzard (* 28. August 1930 in Bremen; † 2. Juni 2004 in München) war ein deutscher Altorientalist. Er war Lehrstuhlinhaber und einer der bedeutendsten Vertreter der Altorientalistik des 20. Jahrhunderts.

## Leben und Wirken
Dietz Otto Edzard wuchs in seiner Geburtsstadt Bremen auf, wo er 1950 auch das Abitur am Alten Gymnasium ablegte. 1950/51 besuchte er in Heidelberg zunächst die Dolmetscherschule. Seinem Interesse für Sprachen und Geschichte nachkommend, studierte er an der Universität von Paris (1951–1952) und der Ruprecht-Karls-Universität Heidelberg (1952–1955) Französisch, Türkisch, Assyriologie, Semitistik und Alte Geschichte. Seine prägenden Lehrer waren René Labat und
Louis Bazin (1920–2011) in Paris und vor allem Adam Falkenstein, bei dem er in Heidelberg Orientalistik und Semitistik studierte, sowie der Althistoriker Hans Schaefer. 1955 wurde Edzard zum Doktor der Philosophie promoviert. Seine Dissertation Die „zweite Zwischenzeit“ Babyloniens wurde zwei Jahre später veröffentlicht und mit der Preismedaille der Universität Heidelberg ausgezeichnet.
Die folgenden Jahre war Edzard in der Bagdader Außenstelle des Deutschen Archäologischen Instituts (DAI) tätig. Hier sammelte er unter anderem als Epigraphiker bei Ausgrabungen in Uruk Praxiserfahrung. Außerdem bildete sich hier sein großes Interesse für das „Iraq-Arabische“ heraus. Noch Jahre später schrieb er einen Artikel darüber in der Zeitschrift der Deutschen Morgenländischen Gesellschaft. Anschließend war Edzard als Stipendiat der Deutschen Forschungsgemeinschaft Assistent Wolfram von Sodens in Wien bei der Erstellung eines „Akkadischen Handwörterbuches“. 1960 habilitierte er sich an der Ludwig-Maximilians-Universität München für das Fach Assyriologie und wurde 1961 ebenda Privatdozent. Seit dem 3. September 1963 war Edzard bis zu seiner Emeritierung am 1. Oktober 1998 an dieser Stelle ordentlicher Professor auf einem neu geschaffenen Lehrstuhl für Assyriologie am späteren Institut für Assyriologie und Hethitologie, dem er bis 1999 als Leiter vorstand und das er maßgeblich prägte. Rufe an die Universitäten Harvard (1960/1961), wo er 1961/1962 Gastprofessor war, an die Bochum (1966), Baltimore (1967) und Freiburg (1972) lehnte er ab.
Mittelpunkt von Edzards Arbeiten waren die Altorientalischen Sprachen Sumerisch und Akkadisch, die er immer innerhalb der semitischen Sprachenwelt und der Geschichte des Alten Orients zu erforschen suchte. Seine Arbeiten zur sumerischen Wort- und Verbalbildung waren impulsgebend. Er bemühte sich stets, beiden großen mesopotamischen Sprachgruppen gleichmäßig gerecht zu werden, ebenso der Philologie und der Historiographie. Neben Studien legte Edzard auch diverse Quelleneditionen, vor allem zu Recht- und Wirtschaftsurkunden vor. Als in der altmesopotamischen Stadt Ebla bei Ausgrabungen 1974 bis 1976 eine große Zahl Urkunden gefunden wurden, war nicht zuletzt Edzard einer der wichtigsten Bearbeiter der Funde und gab der Ebla-Forschung entscheidende Impulse. Auch bei der Vermittlung der Forschungsergebnisse an ein breiteres Publikum war Edzard beteiligt. So schrieb er für die Fischer Weltgeschichte, den Kleinen Pauly, die Neue Deutsche Biographie, die Encyclopædia Britannica und für Kindlers (Neues) Literaturlexikon. 1979/1980 war er Gast der University of Chicago.
Ein bis zu seinem Tod noch vergrößerter Umfang seines Werkes wurde im Jahr 2000 in einer in der Zeitschrift für Assyriologie und Vorderasiatische Archäologie veröffentlichten Bibliografie mit 14 Monografien, 115 Aufsätzen und Beiträgen in Sammelwerken sowie weit über 400 Lexikonartikeln, 167 Buchbesprechungen und Annotationen und Übersetzungen aus dem Französischen und Russischen angegeben. Außerdem war Edzard auch als Herausgeber tätig, etwa beim „Hethitischen Handwörterbuch“ oder von 1982 bis 2000 (Mitherausgeber seit 1971) bei der „Zeitschrift für Assyriologie und Vorderasiatische Archäologie“. Wohl am bedeutendsten war hier die Herausgeberschaft des Reallexikons der Assyriologie und Vorderasiatischen Archäologie, das er von 1972 bis 2004 betreute. 1970 organisierte Edzard in München die 18. Rencontre Assyriologique Internationale, das internationale jährliche Treffen der Assyriologen.
Für seine Leistungen wurde Dietz O. Edzard vielfach geehrt. Er war seit 1961 korrespondierendes Mitglied des DAI, ab 1976 auswärtiges Mitglied der Königlichen Akademie der Wissenschaften der Niederlande, ab 1978 Ehrenmitglied der American Oriental Society, ab 1992 ordentliches Mitglied der Bayerischen Akademie der Wissenschaften sowie ab 1996 auswärtiges Mitglied der American Philosophical Society.
Edzard lebte im oberbayerischen Stockdorf. Eine persönliche Neigung Edzards war das Sammeln von Grammatiken aus aller Welt. Er sprach diverse Sprachen und lernte noch neue bis zu seinem überraschenden Tod, zuletzt Mongolisch und Jiddisch.

## Veröffentlichungen (Auswahl)
- Die „zweite Zwischenzeit“ Babyloniens. Harrassowitz, Wiesbaden 1957.
- Sumerische Rechtsurkunden des III. Jahrtausends aus der Zeit vor der III. Dynastie von Ur (= Veröffentlichungen der Kommission zur Erschließung von Keilschrifttexten. Stück 4; Abhandlungen der Bayerische Akademie der Wissenschaften, Philosophisch-Historische Klasse. Neue Folge, Heft 67). Verlag der Bayerischen Akademie der Wissenschaften, München 1968.
- Die Iterativstämme beim akkadischen Verbum. Die Frage ihrer Entstehung, ihre Funktion, ihre Verbreitung (= Sitzungsberichte der Bayerische Akademie der Wissenschaften, Philosophisch-Historische Klasse. Jahrgang 1996, Heft 2). C.H. Beck, München 1996, ISBN 3-7696-1586-7.
- Sumerian Grammar (= Handbuch der Orientalistik. Abteilung 1, Band 71). Brill, Leiden 2003, ISBN 90-04-12608-2.
- Geschichte Mesopotamiens. Von den Sumerern bis zu Alexander dem Großen. C. H. Beck, München 2004, ISBN 3-406-51664-5.